# برناردو تافاريس
فرناندو خوسيه برناردو تافاريس المعروف باسم برناردو تافاريس (مواليد 2 مايو 1980) لاعب كرة قدم برتغالي معتزل كان يجيد اللعب في مركز الوسط المدافع وحاليا مدرب كرة قدم يتولى تدريب نادي توريزينزي البرتغالي.

## المسيرة لاعبا
بدأ برناردو مسيرته الكروية منذ أن كان عمره 10 سنوات مع فريق الشباب بنادي بروينكا نوفا الذي يقع في مسقط رأسه بروينكا. في عام 1996 بدأ مسيرته الكروية الاحترافية واستمر حتى بلغ 23 عام حيث اعتزل وهو يلعب في الدرجة الثالثة. ساهم في فوز فريقه بكأس كاستيلو برانكو في عام 2000.

## المسيرة مدربا
يحمل برناردو الرخصة التدريبية الاحترافية الصادرة من قبل الاتحاد الأوروبي لكرة القدم منذ يونيو 2013 وهو أعلى مؤهل تدريب في لعبة كرة القدم. وهو حاصل أيضا على الرخصة التدريبية الاحترافية في تدريب حراس المرمى الصادرة من اتحاد البرتغال لكرة القدم وشارك أيضا في دورة التدليك الرياضي التي استضافتها اتحاد ليريا لكرة القدم.
بدأ مهنة التدريب مع فريق تحت 18 سنة لفريقه الأم في عام 1997.
في عام 1998 انتقل إلى نادي مخابز اسمه باستيلاريا روزا (غير موجود حاليا) حيث تم تعيينه لأول مرة كمدرب لفريق تحت 18 سنة ثم للفريق الأول في عام 1999.
في عام 2000 انتقل إلى ريو مايور حيث تم تعيينه مدربا لفريق إسكولا.
في عام 2001 انتقل إلى لشبونة حيث تم تعيينه في منصب مساعد مدرب فريق بنفيكا تحت 12 سنة.
في العام نفسه انتقل إلى ألكوباكا حيث شغل منصب مدرب فرق الفئات السنية تحت 14 سنة وتحت 15 سنة وتحت 16 سنة وتحت 18 سنة ثم مساعد مدرب الفريق الأول من 2002 إلى 2005. في عام 2005 تم تعيينه مدربا للفريق الأول واستمر في العمل في نفس المنصب حتى عام 2008. خلال الفترة التي قضاها مدربا لفريق ألكوباكا ساعد النادي على الفوز بكأس أيه إف إل في موسمي 2005-06 و2006-07.
في عام 2008 انتقل إلى بورتو حيث تم تعيينه كشاف مواهب في نادي بورتو.
عاد إلى لشبونة في عام 2008 حيث تم تعيينه مدربا لأكاديمية الشباب الأشهر التي أنجبت العديد من عظماء كرة القدم مثل كريستيانو رونالدو ولويس فيجو وناني. خلال الفترة التي قضاها في الأكاديمية التي يقع مقرها في لشبونة ساعدهم في الفوز في موسم 2008-09 ببطولة الفرع 10 الدولية.
في عام 2009 انتقل إلى كاريغادو حيث تم تعيينه مساعد مدرب فريق كاريغادو.
في عام 2010 عاد إلى لشبونة حيث تم تعيينه في منصب مساعد المدرب جوزيه موتا في نادي بيلينينسش الذي ينافس في الدرجة الثانية. في عام 2011 تم تعيينه مدربا للفريق.
في عام 2012 تم تعيينه كشاف مواهب في نادي جل فيسنتي الذي يلعب في الدوري البرتغالي لكرة القدم.
انتقل لأول مرة للعمل خارج البرتغال في عام 2013 متجها إلى منطقة الشرق الأوسط وبشكل أدق إلى البحرين حيث تم تعيينه مساعدا للمدرب عدنان إبراهيم ثم خليفة الزياني في نادي الحد الذي ينافس في الدوري البحريني الممتاز. ساهم في احتلال الحد المركز الثالث في موسم 2013-14 وهو أفضل ترتيب يحققه الفريق في تاريخه. شارك الحد في الدور التمهيدي في دوري أبطال آسيا 2014 حيث فاز في الدور التمهيدي الأول خارج أرضه على نادي شباب الأردن الأردني 3-1 ولكنه خسر في الدور التمهيدي الثاني من مضيفه نادي لخويا القطري 1-2. نتيجة لذلك انتقل للعب في مرحلة المجموعات في كأس الاتحاد الآسيوي 2014. احتل الحد المركز الثاني في المجموعة الثالثة التي ضمت القادسية الكويتي والشرطة العراقي والوحدة السوري وبالتالي تأهل إلى مرحلة خروج المغلوب. في الدور الثمن النهائي فاز على الصفاء اللبناني 1-0. في الدور الربع النهائي تعادل الحد مع القادسية 3-3 ولكنه خرج بفضل الأهداف المسجلة خارج الأرض.
في عام 2014 عاد إلى البرتغال وأكثر دقة إلى سانتو تيرسو حيث تم تعيينه مدربا لفريق الدرجة الثانية تيرزينزي.
في عام 2015 عاد إلى منطقة الشرق الأوسط وبشكل أدق إلى عمان حيث تم تعيينه مدربا لفريق النهضة الذي ينافس في دوري المحترفين العماني. في أولى مبارياته قاد النهضة للفوز على صحم 2-1 في 17 فبراير 2015. في الدور التمهيدي الثاني من دوري أبطال آسيا 2015 خسر النهضة من الجيش القطري 1-2 وبالتالي فشل في التقدم إلى مرحلة المجموعات. انتقل النهضة للعب في كأس الاتحاد الآسيوي 2015. حل النهضة ثالث في المجموعة الأولى خلف الوحدات الأردني والوحدة السوري ليخرج من منافسات البطولة.

## مهمات أخرى
أدى برناردو العديد من الوظائف في عالم كرة القدم. في عام 2002 بدأ العمل في وظيفتي المدرب العام والمدير التقني في نادي إسكولينها واستمر حتى عام 2013. من 2002 إلى 2004 شغل منصب منسق فريق ألكوباكا للشباب لكرة القدم. كما عمل كمنسق لكرة الصالات في نادي بروينكا نوفا من 2006 إلى 2009. في موسم 2009-2010 عمل منسق تدريب حراس المرمى في ميلاديا كاريغادو. من 2010 إلى 2012 شغل منصب منسق قسم كشافي مواهب كرة القدم في بيلينينسش.

## ذكريات مشرفة
قام بإعداد عدة تقارير لمختلف مدربي الأندية الأوروبية. التحق لأول مرة في هذا العمل في عام 2001 عندما كان يعمل مع نادي يو دي ليريا تحت قيادة المدرب جوزيه مورينيو. كما عمل مع نادي ريال مدريد الإسباني في عام 2004 تحت قيادة المدرب كارلوس كيروش. في عام 2008 عمل في سبورتينغ لشبونة تحت قيادة المدرب باولو بينتو وفي عام 2014 كان يعمل في نادي باسوش دي فيريرا تحت قيادة المدرب باولو فونسيكا.

## الإنجازات

### لاعبا

#### بروينكا نوفا
- كأس كاستيلو برانكو (1): 2000

### مدربا

#### ألكوباكا
- كأس أيه إف إل (2): 2005-06، 2006-07

#### أكاديمية سبورتينغ لشبونة
- بطولة الفرع 10 الدولية (1): 2008-09

## روابط خارجية
- برناردو تافاريس على موقع قاعدة بيانات كرة القدم.إي يو (الإنجليزية)
- برناردو تافاريس على موقع عالم كرة القدم.نت (الإنجليزية)